# Loue
La Loue è un fiume francese che scorre nella regione della Borgogna-Franca Contea e che sfocia nel Doubs.

## Geografia

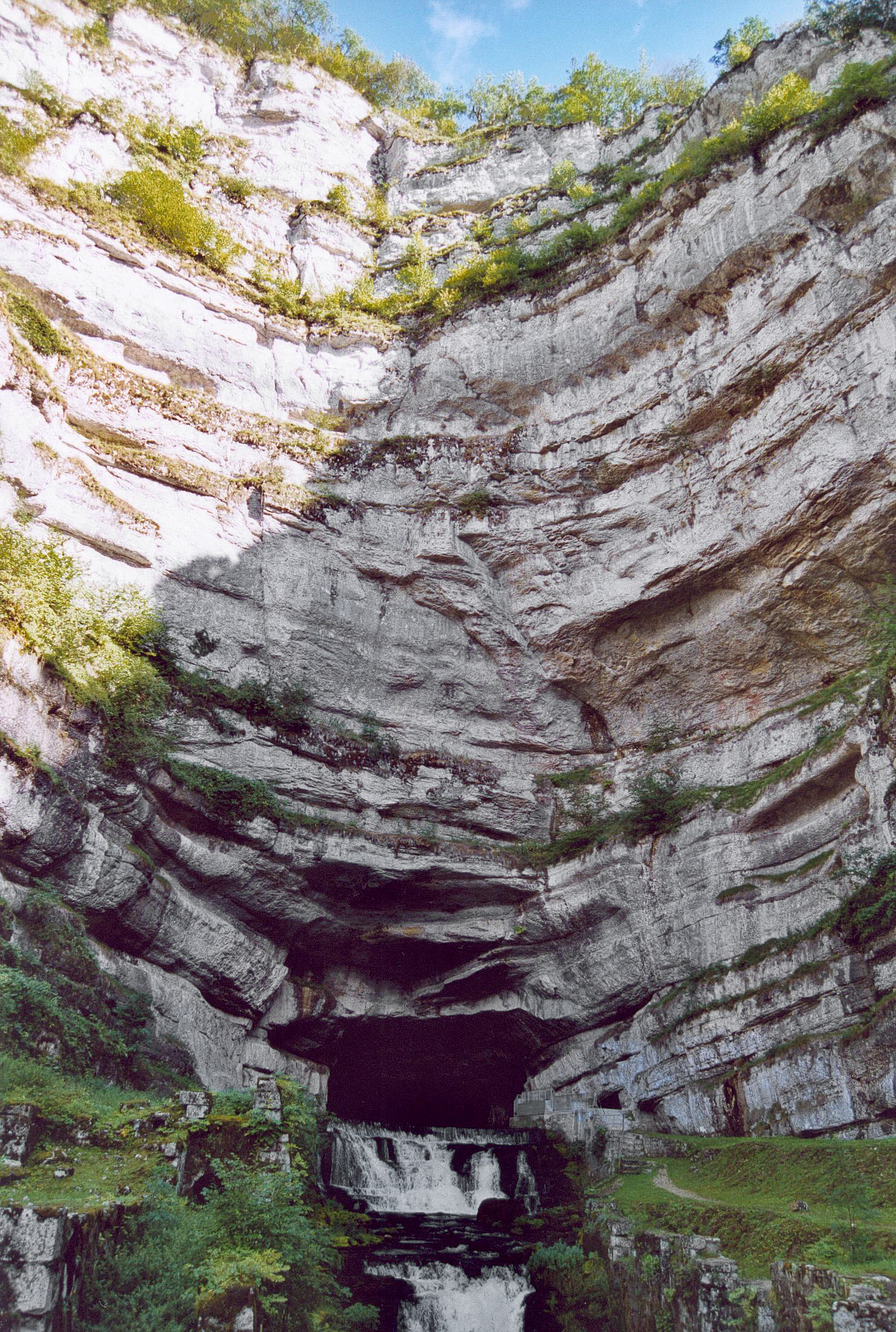
La sorgente della Loue.

La sorgente del fiume, posta nel comune di Ouhans, è un notevole esempio di risorgiva di un corso d’acqua sotterraneo. Esso si dirige verso nord-ovest scorrendo nelle Gole di Nouailles, formate dalla Loue, e superando varie cascate. Passa per Lods ed Ornans, quindi vira verso ovest e riceve da destra la Brême. Segue ancora una valle tortuosa a causa delle rocce dure. A Châtillon-sur-Lison vi affluisce da sinistra il Lison, il tributario maggiore. La Loue prosegue allora verso nord, per poi virare bruscamente a sud-ovest a Chenecey-Buillon.
Bagna poi Quingey e più a meridione entra nel dipartimento del Giura: dopo aver ricevuto la Furieuse a Rennes-sur-Loue segna il confine tra i due dipartimenti. Da Arc-et-Senans continua in direzione ovest ed entra in pianura, riceve la Larine a Chamblay e la Cuisance a Souvans, infine si getta nel Doubs a Parcey.

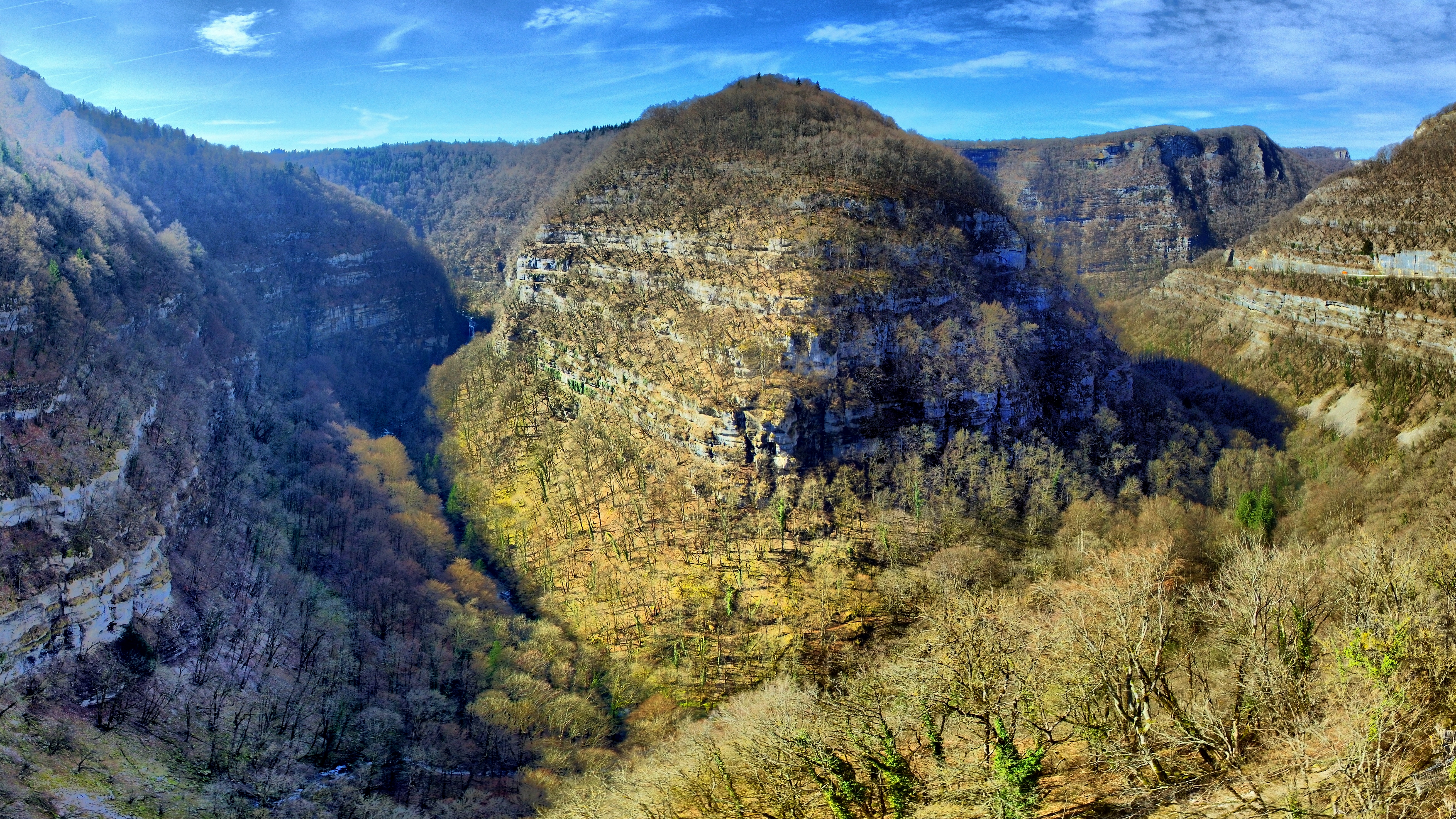
Le Gole di Nouailles.

## Idrografia

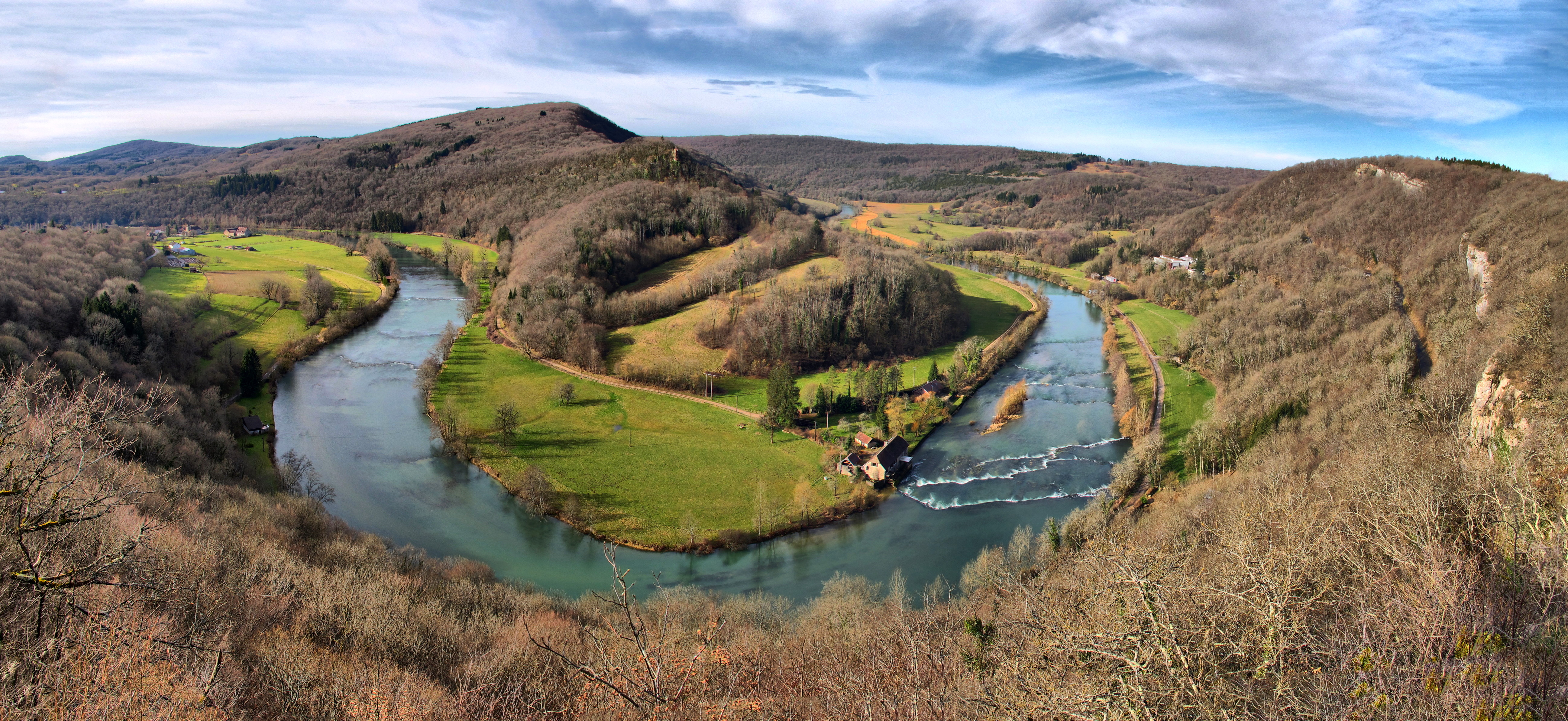
Il meandro di Chenecey-Buillon.